# 제315항공사단
제315항공사단(315th Air Division)는 제2차 세계 대전 당시 미국 육군 항공대 제315폭격비행단으로서 참전하고, 한국 전쟁에서 미국 공군 제315항공사단 (전투화물)으로서 참전했던 항공사단이다.

## 기록

### 계보
제315항공사단
- 1944년 6월 7일, 제315폭격비행단, 초중량(315th Bombardment Wing, Very Heavy)으로 창설됨.

1944년 7월 17일, 활동개시함.
1946년 1월 8일, 제315혼성비행단(315th Composite Wing)으로 개편됨.
1948년 8월 20일, 해산함.
1951년 1월 10일, 제315항공사단 (전투화물)(315th Air Division (Combat Cargo))로 개편됨.
1951년 1월 25일, 활동개시함.
1967년 8월 1일, 제315항공사단(315th Air Division)로 개편됨.
1969년 4월 15일, 해산함.
- 1978년 7월 1일, 분포표 제315항공사단(315th Air Division)로 통합정리됨. (비활동으로 남음)

제315폭격비행단 분포표(Table of Distribution)
- 1948년 8월 13일, 제315항공사단(315th Air Division)으로 창설됨.

1948년 8월 18일, 조직됨.
1950년 3월 1일, 단절됨.
1948년 8월 20일, 해산됨.
- 1978년 7월 1일, 제315항공사단와 통합정리됨.

### 소속
- 제2항공군, 1944년 7월 17일 (제22폭격사령부에 배속됨), 1944년 8월 14일 ~ 12월 7일
- 제20공군, 1945년 3월 25일
- 제21폭격사령부, 1945년 4월 5일
- 제20공군, 1945년 7월 16일
- 제5공군, 1946년 5월 30일
- 제5전투사령부, 1946년 5월 30일
- 제5공군, 1950년 6월 1일
- 극동공군 (이후의 태평양 공군), 1951년 1월 25일

### 편성
제2차 세계 대전
- 제16폭격비행전대: 1945년 4월 14일 ~ 1946년 4월 15일
- 제24항공근무비행전대: 1945년 4월 14일 ~ 1946년 4월 15일
- 제73항공근무비행전대: 1945년 5월 12일 ~ 1946년 4월 15일
- 제75항공근무비행전대: 1945년 4월 15일 ~ 1946년 5월 15일
- 제76항공근무비행전대: 1945년 5월 12일 ~ 1946년 4월 15일
- 제331폭격비행전대: 1945년 5월 12일 ~ 1946년 4월 15일
- 제501폭격비행전대: 1945년 4월 15일 ~ 1946년 5월 15일
- 제502폭격행전대: 1945년 5월 12일 ~ 1946년 4월 15일

비행단
- 제8전투비행단 (이후의 제8전투폭격비행단): 1948년 8월 18일 ~ 1950년 3월 1일
- 제38폭격비행단: 1948년 8월 18일 – 1949년 4월 1일
- 제314전술항운비행단: 1966년 1월 22일 – 1969년 4월 8일
- 제315병력수송비행단: 1952년 6월 10일 – 1955년 1월 18일
- 제347전투비행단: 1948년 8월 18일 – 1950년 3월 1일
- 제374병력수송비행단 (이후의 제374전술항운비행단): 1951년 1월 25일 – 1957년 7월 1일, 1966년 8월 8일 – 1969년 4월 8일
- 제403병력수송비행단: 1952년 4월 14일 – 1953년 1월 1일
- 제437병력수송비행단: 1951년 1월 25일 – 1952년 6월 10일
- 제475전투비행단: 1948년 8월 8일 ~ 8월 20일
- 제483병력수송비행단: 1953년 1월 1일 – 1960년 6월 25일
- 제463전술항운비행단: 1965년 11월 23일 – 1969년 4월 8일

비행전대
- 제8전투비행전대: 1946년 5월 31일 ~ 1948년 8월 18일
- 제38폭격비행전대: 1946년 5월 31일 ~ 1948년 8월 18일
- 제61병력수송비행전대: 배속 1951년 1월 25일 ~ 1952년 11월 21일
- 제314병력수송비행전대: 배속 1951년 1월 25일 ~ 1954년 11월 15일
- 제315병력수송비행전대 (이후의 제315항공코만비행전대): 1962년 12월 8일 ~ 1966년 3월 8일 (detached entire period)
- 제316병력수송비행전대: 배속 1954년 11월 15일 – 1955년 3월 18일, 예속 1955년 3월 18일 – 1957년 1월 18일 (detached entire period)
- 제347전투비행전대: 1947년 9월 25일 ~ 1948년 8월 18일
- 제6315작전비행전대: 1964년 10월 20일 ~ 1966년 8월 8일
- 임시 제6492전투화물(병력수송)비행전대, : 배속 1962년 9월 21일 ~ 12월 8일

비행대대
- 제21병력수송비행대대: 1960년 6월 25일 ~ 1966년 8월 8일 (detached entire period)
- 제24헬리콥터비행대대: 1956년 10월 13일 ~ 1960년 3월 8일
- 제25전술정찰비행대대: 1946년 5월 31일 ~ 1947년 2월 28일, 배속 1947년 2월 28일 – 1948년 4월 15일
- 제29병력수송비행대대: 1966년 1월 27일 ~ 3월 25일
- 제35병력수송비행대대: 1963년 1월 8일 ~ 1966년 8월 8일 (detached entire period)
- 제38전술항운비행대대: 배속 1968년 2월 8일 ~ 7월 19일
- 제41사진촬영정찰비행대대: 1945년 9월 18일 ~ 1946년 1월 4일
- 제41병력수송비행대대: 1965년 11월 21일 – 1966년 8월 8일 (detached entire period)
- 제50병력수송비행대대: 배속 1951년 10월 1일 ~ 1954년 11월 15일; 예속 1965년 12월 26일 ~ 1966년 2월 23일
- 제68전투비행대대: 배속 1947년 4월 10일 ~ 11월 24일
- 제345병력수송비행대대: 1962년 6월 1일 ~ 1963년 1월 8일; 1965년 11월 27일 ~ 1966년 3월 25일 (detached entire period)
- 제346전술항운비행대대: 배속 1969년 1월 7일 ~ 3월 25일
- 제347전술항운비행대대: 배속 1968년 7월 19일 ~ 10월 18일
- 제348전술항운비행대대: 1968년 10월 18일 ~ 1969년 1월 7일
- 제421야전전투비행대대: 1946년 5월 31일 ~ 1947년 2월 20일
- 제433전투비행대대: 배속 1946년 10월 15일 ~ 1947년 11월 8일
- 제776병력수송비행대대: 1965년 12월 26일 ~ 1966년 3월 25일
- 제777전술항운비행대대: 배속 1968년 3월 31일 ~ 8월 1일
- 제778전술항운비행대대: 배속 1968년 8월 1일 ~ 8월 23일
- 제779전술항운비행대대: 배속 1968년 년 2월 7일 ~ 3월 31일
- 제815병력수송(이후 제815전술항운)비행대대: 1960년 6월 25일 ~ 1968년 11월 1일
- 제817병력수송비행대대: 1960년 6월 25일 ~ 1966년 8월 8일 (detached entire period)
- 제6461병력수송비행대대 (이후의 제6461항운비행대대): 1952년 12월 1일 ~ 1955년 6월 24일 (detached entire period)
- 제6475비행훈련비행대대: 1954년 11월 25일 ~ 1955년 5월 18일 (detached entire period)
- 제6485작전비행대대: 1956년 9월 17일 ~ 1968년 9월 1일; 배속 1968년 12월 1일 ~ 1969년 4월 8일

### 기지
- 콜로라도주 페터슨 비행장, 1944년 7월 17일
- 워싱턴주 포트 로턴, 1945년 3월 10-17일
- 마리아나 제도 괌 서북비행장, 1945년 4월 5일
- 아시야 육군비행장, 1946년 5월 30일
- 이타즈케 육군비행장, 1946년 5월 31일 ~ 1950년 3월 1일
- 아시야 항공기지, 1951년 1월 25일
- 후추 기지, 1951년 2월 5일
- 다치카와 비행장, 1954년 4월 24일 ~ 1969년 4월 15일

## 같이 보기
- 미국 공군의 항공사단 목록

## 참고
- “315 AIR DIVISION” (영어). Air Force Historical Research Agency. 2007년 10월 20일. 2012년 10월 30일에 원본 문서에서 보존된 문서. 2020년 2월 25일에 확인함.